# (74095) 1998 QC15
(74095) 1998 QC15 – planetoida z pasa głównego asteroid okrążająca Słońce w ciągu 4,52 lat w średniej odległości 2,73 j.a. Odkryta 17 sierpnia 1998 roku.